# Eremophysa apotheina
Eremophysa apotheina là một loài bướm đêm trong họ Noctuidae.